# جبهة المقاومة الوطنية في ساو تومي وبرينسيب
جبهة المقاومة الوطنية في ساو تومي وبرينسيب هي حزب سياسي تأسس في عام 1981 من قبل المنفيين من ساو تومي الذين عارضوا السياسات الاشتراكية لحكومة الحزب الواحد لحزب تحرير ساو تومي وبرينسيبي، وسعى إلى الإطاحة به.
مقره في الغابون تحت قيادة كارلوس دا غراسا، تم طرد الحركة من البلاد في عام 1986 مع تحسن العلاقات بين الغابون وساو تومي. توقف كارلوس دا غراسا عن كونه عضوًا وبقي في الغابون، قبل أن يعود إلى ساو تومي ويصبح وزيرًا للخارجية. انتقل الجزء الأكبر من الحزب إلى لشبونة، البرتغال، وشكل ائتلافًا مع الاتحاد الديمقراطي المستقل لساو تومي وبرينسيب، ووافق على السعي لإحداث تغييرات سياسية بوسائل غير عنيفة. رفض فصيل صغير من الحزب، بقيادة مونسو دوس سانتوس، التخلي عن فكرة الكفاح المسلح كوسيلة للإطاحة بنظام ساو تومي وانتقل إلى الكاميرون، متخذًا اسم جبهة المقاومة الوطنية في ساو تومي وبرينسيبي- التجديد.